# Hygroamblystegium chilense
Hygroamblystegium chilense là một loài Rêu trong họ Amblystegiaceae. Loài này được (Lorentz) Reimers mô tả khoa học đầu tiên năm 1926.